# Antonio Trivulzio (Bischof)
Antonio Trivulzio (* um 1467 In Mailand; † wohl um 1522 in Cremona) war ein italienischer Kleriker aus der Mailänder Familie Trivulzio, Bischof von Como, Bischof von Asti und Bischof von Piacenza. 

## Leben
Antonio war Sohn des Senators Gianfermo und dessen Ehefrau Margherita Valperga; Bruder des Scaramuccia Trivulzio. Verwandte waren die Kardinäle Agostino Trivulzio, Antonio Trivulzio der Ältere und Antonio Trivulzio der Jüngere. Als apostolischer Protonotar erhielt Antonio, nachdem sein Onkel Gian Giacomo sich 1497 für ihn verwendet hatte, 1499 von Papst Alexander VI. in Anerkennung seiner Bemühungen um einen Bündnisabschluss mit Frankreich den Bischofsstuhl des Bistums Asti. 
Als Parteigänger der Franzosen nahm Antonio 1511 am kleinen Konzil von Pisa teil, unterwarf sich aber 1513 Papst Leo X. Dieser betraute ihn 1518 mit dem Bistum Como, nachdem sein Bruder Scaramuzza verzichtet hatte. Ein Jahr lang leitete Antonio beide Diözesen und trat 1519 diejenige von Como an seinen Neffen Cesare ab, wobei er einige Rechte beibehielt. Gleichzeitig tauschte er mit Scaramuzza die Diözese Asti gegen diejenige von Piacenza ein. Die politischen Gegner Antonios rieten ihm davon ab, Piacenza zu verlassen, daher zog er sich an verschiedene Orte und nach Cremona zurück.